# Fronteira Burquina Fasso–Togo
A fronteira entre Burquina Fasso e Togo é a linha que se estende por 126 km, na direção leste-oeste, ao norte do Togo, separando o país do território de Burquina Fasso (antigo Alto Volta). Forma duas fronteiras tríplices desses dois países com Gana a oeste e com Benim (antigo Daomé) a leste. 
Essa fronteira foi definida em 1956 quando a parte ocidental da antiga Togolândia (colônia alemã até o final da Primeira Grande Guerra) foi incorporada a Gana (colônia britânica) e o leste formou o Togo, colônia francesa que teve sua independência em 1960.

## Descrição
A fronteira começa a oeste na tríplice fronteira com Gana, e continua em linha reta a sudeste. Uma curta seção corre para o sul ao longo do rio Sansargou, antes de uma linha reta virar para o nordeste até o Paralelo 11 N; a fronteira então corre em linha reta imediatamente ao norte deste paralelo para o leste, terminando na tríplice fronteira beninense.

## Passagens de fronteira
A travessia principal está localizada na Senkanse-Bitou. Governos estrangeiros geralmente desencorajam viagens para a região fronteiriça devido à situação precária de segurança em Burkina Faso.
A agência humanitária  Catholic Relief Services descreveu a fronteira como “um terreno fértil para a violência” devido a um aumento nos ataques jihadistas na região nos últimos anos.